# Ecliptopera leuca
Ecliptopera leuca är en fjärilsart som beskrevs av Alexander Michailovitsch Djakonov 1929. Ecliptopera leuca ingår i släktet Ecliptopera och familjen mätare. Inga underarter finns listade i Catalogue of Life.